# Hot Saturday
Pour plus de détails, voir Fiche technique et Distribution.
Hot Saturday est un film américain réalisé par William A. Seiter, sorti en 1932.

## Synopsis
Marysville est une petite ville et pour les jeunes gens la seule sortie est d'aller au bal à Willow Springs, près du lac. Romer Sheffield, qui y a une résidence secondaire, s'éprend de Ruth Brock, une employée de la banque locale. Pour se rapprocher de Ruth, Romer organise une fête un samedi soir. Par hasard Ruth va se retrouver seule quelques heures avec Romer, ce qui va rendre jalouse Eva Randolph, et va la pousser à lancer la rumeur selon laquelle Ruth et Romer auraient passé la nuit ensemble. La rumeur va enfler, et même la mère de Ruth et Bill son ami d'enfance y ajoutent foi. Finalement Ruth et Romer partiront ensemble pour New York, et il promet de l'épouser.

## Fiche technique
- Titre original : Hot Saturday
- Réalisation : William A. Seiter
- Scénario : Seton I. Miller, d'après le roman Hot Saturday de Harvey Fergusson (en)
- Adaptation : Josephine Lovett, Joseph Moncure March
- Photographie : Arthur L. Todd
- Musique : John Leipold
- Production associée : William LeBaron
- Société de production : Paramount Publix
- Société de distribution : Paramount Publix
- Pays de production :  États-Unis
- Langue originale : anglais
- Format : noir et blanc — 35 mm — 1,37:1 — son Mono (Western Electric Noiseless Recording)
- Genre : drame
- Durée : 73 minutes
- Date de sortie :
  - États-Unis : 28 octobre 1932

## Distribution
- Cary Grant : Romer Sheffield
- Nancy Carroll : Ruth Brock
- Randolph Scott : Bill Fadden
- Edward Woods : Conny Billop
- Lilian Bond : Eva Randolph
- William Collier Sr. : Harry Brock
- Jane Darwell : Ida Brock
- Stanley Smith : Joe
- Rita La Roy : Camille
- Rose Coghlan : Annie Brock
- Oscar Apfel : Ed W. Randolph
- Jessie Arnold : tante Minnie
- Grady Sutton : Archie